# Gnathophiurina
Gnathophiurina è un infraordine di Echinodermata.

## Famiglie
In questo infraordine sono riconosciute 6 famiglie:
- Amphilepididae Matsumoto, 1915
- Amphiuridae Ljungman, 1867
- Ophiactidae Matsumoto, 1915
- Ophiocomidae Ljungman, 1867
- Ophionereididae Ljungman, 1867
- Ophiothricidae Ljungman, 1866